# British Empire Trophy 1947
De British Empire Trophy 1947 was een autorace die werd gehouden op 21 augustus 1947 in Douglas.

## Uitslag
| Positie | No. | Rijder                               | Team        | Ronden | Tijd/Opgave   |
| ------- | --- | ------------------------------------ | ----------- | ------ | ------------- |
| 1       | 22  | Bob Gerard                           | ERA         | 40     | 2:16:52       |
| 2       | 32  | Peter Whitehead                      | ERA         | 40     | +1:43         |
| 3       | 36  | Bob Ansell                           | Maserati    | 39     | +1 ronde      |
| 4       | 20  | Leslie Brooke                        | ERA         | 38     | +2 ronden     |
| 5       | 34  | Birabongse Bhanubandh                | Maserati    | 38     | +2 ronden     |
| 6       | 16  | Brian Shawe-Taylor George Bainbridge | ERA         | 38     | +2 ronden     |
| 7       | 12  | Barry Woodall                        | Delage      | 36     | +4 ronden     |
| 8       | 46  | Sheila Darbishire                    | Riley       | 32     | +8 ronden     |
| 9       | 24  | Cuth Harrison                        | ERA         | 25     | +15 ronden    |
| DNF     | 48  | Tony Rolt                            | Alfa Romeo  | 24     | Brandstofpomp |
| DNF     | 14  | George Abecassis                     | ERA         | 21     | Ongeluk       |
| DNF     | 10  | David Hampshire                      | Delage      | 21     | Motor         |
| DNF     | 2   | Geoffrey Crossley                    | Alta        | 18     | Zuiger        |
| DNF     | 38  | Guy Jason-Henry                      | Maserati    | 8      | Benzine       |
| DNF     | 50  | Leslie Johnson                       | Talbot-Lago | 0      | Brand         |

Rijders waarvan de positie is aangegeven met DNF hebben niet de finish bereikt.